# Magí Jardí
Magí Jardí   (Cervera, 30 de desembre de 1782 - Madrid, 17 de febrer de 1869) va ser un clarinetista i professor de flauta. El 19 de juliol de 1916 va ser nomenat músic supernumerari sense sou a la Real Capella, passant a ser el 21 de març de 1817 músic de càmera en propietat de la plaça de clarinet. El 19 de juliol de 1819 va ser designat músic supernumerari de la Real Càmera sense sou i amb l'obligació de suplir per clarinet i flauta. Va ser el primer professor de flauta del Conservatori de Madrid. Entre els seus alumnes trobem a Pedro Sarmiento, més tard també professor de flauta del conservatori, i Feliciano Agero, que el va substituir durant la seva malaltia.